# Rajmund Berengar III Wielki

Hrabstwa na terenie obecnej Katalonii w momencie śmierci Rajmunda Berengara III

Rajmund Berengar III (I) Wielki (ur. 11 listopada 1082 w Rodez, zm. 23 stycznia/19 lipca 1131 w Barcelonie) – hrabia Barcelony i Prowansji, templariusz.

## Życiorys
Urodził się w 1082 jako syn Rajmunda Berengara II oraz Matyldy de Hauteville (ur. po 1058 – zm. 1111/2), córki Roberta Guiscarda (księcia Apulii i Kalbrii) oraz Siszelgajty. W 1086 roku w wieku 4 lat w wyniku nacisków szlachty został współrządcą hrabstwa wraz ze swym wujem Berengarem Rajmundem II, a od 1097, gdy go wygnał, stał się samodzielnym władcą. Od 1111 hrabia Besalú, od 1117 Cerdanyi, od 1112 hrabia Prowansji (do 1127 razem z Douce I na mocy iure uxoris).
Podbił dolną Prowansję. Wraz z Genuą i Pizą podjął próbę zdobycia Balearów, jednak chrześcijańska władza nie utrzymała się tam długo.
Pod koniec życia postanowił złożyć śluby zakonne i zrobił to 14 lipca 1130. Oddał 5 katalońskich prowincji swojemu najstarszemu synowi, a Prowansję – młodszemu. Osadził rycerzy z zakonu w zamku Granyena w dzisiejszej comarce Segarra.

## Małżeństwa i potomstwo
Jego pierwszą żoną była María Rodríguez de Vivar, druga córka Cyda (zm. ok. 1105). Ich dziećmi były:
- María, żona Bernata III, hrabiego Besalú,
- Jimena lub Eixemena, żona Rogera III, hrabiego Foix.

Jego drugą żoną była Almodis. Jego trzecią żoną była zaś Douce lub Dolça de Gévaudaun, dziedziczka Prowansji (zm. ok. 1127). Najpierw razem z żoną współrządził Prowansją, a po jej śmierci został jedynym władcą tego hrabstwa. Ich dziećmi byli:
- Almodis, żona Ponsa de Cervera, matka Agalbursa,
- Berenguela lub Berengaria (1116–1149), żona Alfons VII Kastylijskiego,
- Rajmund Berengar IV, hrabia Barcelony (1115–1162),
- Berengar Rajmund I, hrabia Prowansji (ok. 1115–1144),
- Bernat, zmarły w dzieciństwie.